# Анонс
Ано́нс (фр. annonce — публичное оповещение) — предварительное оповещение о каком-либо событии (концерте, спектакле, показе кинофильма, выпуске книги или компьютерной программы и так далее). Может быть в виде афиши, статьи в СМИ или объявления по телевидению или радио. Наравне с собственно объявлением о событии в анонсе обычно упоминаются основные сведения о событии (аннотация к фильму, программа концерта).
Структура анонса:
1. сообщение о точной дате;
2. сообщение о точном времени;
3. сообщение о точном месте;
4. краткое изложение сути события;
5. предположение об аудитории данного события;
6. способ попадания на событие (где приобрести билет);
7. название телеканала, на котором будет вещание (если это телеанонс).